# Zwergklapperschlangen
Die Zwergklapperschlangen  (Sistrurus) sind eine Gattung innerhalb der Grubenottern (Crotalinae) und damit auch innerhalb der Vipern (Viperidae). Je nach Quelle handelt es sich um zwei oder drei nur in Nordamerika verbreitete Arten mit Körperlängen um 50 Zentimeter. Mit den Klapperschlangen (Crotalus) teilen sie das kennzeichnende Merkmal der Schwanzrassel, einer aus Hornringen bestehenden Struktur am Schwanzende, mit der rasselnde Geräusche als Warnlaut produziert werden können. Das Hauptunterscheidungsmerkmal zu den Klapperschlangen besteht in der Beschuppung des Kopfes, die bei den Zwergklapperschlangen aus großen Schilden und bei den Klapperschlangen aus vielen Einzelschuppen besteht.

## Merkmale

### Äußere Merkmale

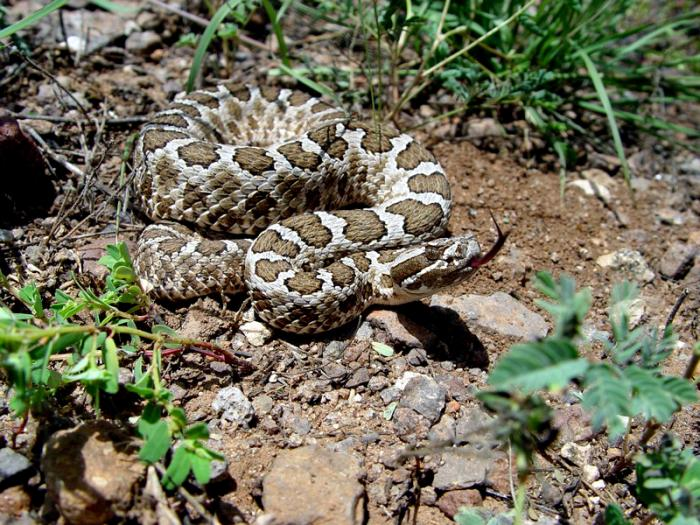
Massassauga (Sistrurus catenatus)

Die Arten der Zwergklapperschlangen unterscheiden sich im Körperbau nur unwesentlich von den Klapperschlangen, bleiben jedoch deutlich kleiner als die meisten Angehörigen dieser Gattung. Zwergklapperschlangen erreichen im Normalfall eine Körperlänge von etwa 50 Zentimetern, die Massassauga (S. catenatus) kann maximal einen Meter, die beiden anderen Arten können maximal etwa 75 Zentimeter lang werden. Die Männchen werden dabei meist länger als die Weibchen, während letztere häufig massiver gebaut und damit schwerer sind.
Stark gekielte Rücken- und Flankenschuppen umgeben die Körpermitte. Die Grundfärbung ist bei allen Zwergklapperschlangen dem Lebensraum angepasst und meistens grau bis braun, manchmal bläulich oder rötlich. Auf dem Rücken tragen sie häufig dunkle, rechteckige Flecken, die bei der gemeinen Zwergklapperschlange (S. miliaris) ein rötlich-braunes bis orangefarbenes Rückenband unterbrechen. Weitere Flecken können im Nackenbereich oder auf dem Kopf vorkommen. Die Bauchseite besteht wie bei den meisten Schlangen aus einer Reihe von ungekielten Bauchschuppen (Ventralia) und ist meist einfarbig hell. Ein Sexualdimorphismus neben der Größe existiert nicht, bei den nördlichen Populationen der Massassauga gibt es jedoch einen hohen Anteil melanistischer Tiere.
Der eher flache Kopf setzt sich deutlich vom schlanken Hals ab. Er ist meistens dreieckig und hat seine breiteste Stelle hinter den Augen, in dieser Form aber nicht so ausgeprägt wie bei den Klapperschlangen. An dieser breitesten Stelle liegen die sehr großen Giftdrüsen. Die Schnauze ist meistens mehr oder weniger abgerundet. Die Beschuppung des Oberkopfes besteht im Unterschied zu den Klapperschlangen aus neun großen Kopfschilden. Bei Klapperschlangen ist der Oberkopf mit Ausnahme der Supraocularia (Überaugenschilde) mit kleinen Schuppen bedeckt und nur im Bereich der vorderen Schnauze haben sie weitere Schilde wie das unpaare Rostrale direkt über der Mundöffnung sowie die beiden Nasale (Schuppen um die Nasenöffnung), die die Nasenöffnungen überdecken. Die Schuppen und Schilde der Zwergklapperschlangen sind weitestgehend gleichförmig ohne hornähnliche Auswüchse. Der Kopf ist entsprechend der Körperfärbung meist einförmig dunkel, wobei sich nur bei der Zwergklapperschlange ein deutlich abgesetztes Schläfenband über die Augen zum Mundwinkel zieht.
Der Schwanz ist im Vergleich zu anderen Schlangen sehr kurz. Da Zwergklapperschlangen bodenlebend sind, brauchen sie keinen langen Schwanz, der beim Klettern eingesetzt werden kann. Außerdem kann ein kurzer Schwanz einfacher zum Vibrieren gebracht werden, um die Schwanzrassel einzusetzen. Der Schwanz wird zur Spitze hin meist heller, eine Verdunklung davor gibt es nicht. Das Schwanzende wird durch die Rassel gebildet, die deutlich kleiner als die der Klapperschlangen ist und nur einen relativ leisen Ton hervorbringt, ähnlich dem Brummen eines großen Insekts. Es handelt sich dabei um die ehemaligen Schuppen der Schwanzspitze, die als einzige bei der Häutung nicht abgeworfen wird. Entsprechend wird die Rassel bei jeder Häutung verlängert. In freier Wildbahn brechen die Endglieder der Rassel gelegentlich ab, sodass die Anzahl nur bei jungen Schlangen der bisherigen Anzahl der Häutungen entspricht.

### Sinnesorgane

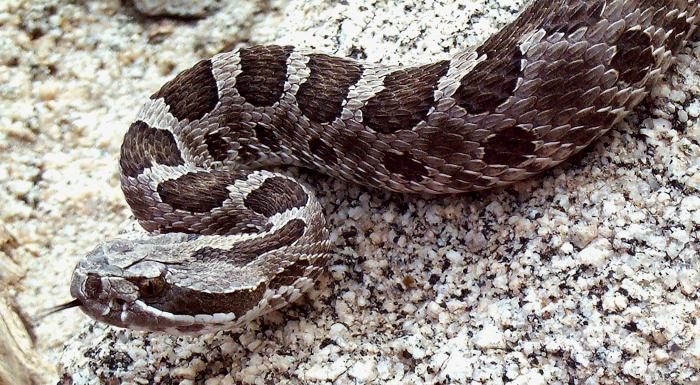
Kopf der Massassauga (Sistrurus catenatus)

Die Sinnesorgane der Klapperschlangen konzentrieren sich, wie bei allen Schlangen, auf den Kopf. Dabei spielen vor allem die Augen, das Jacobsonsche Organ sowie die Grubenorgane eine wichtige Rolle. 
Die Augen sind speziell an die Nachtsicht angepasst, die senkrechten Pupillen sind daher tagsüber schlitzförmig verengt. Die Iris entspricht in ihrer Färbung meistens der Farbe des Kopfes oder des Farbstreifens, der über das Auge führt, und ist entsprechend bei der Zwergklapperschlange und der Massassauga dunkelbraun bis schwarz und bei der Mexikanischen Zwergklapperschlange (S. ravus) hell. Das Jacobsonsche Organ entspricht dem anderer Schuppenkriechtiere. Es liegt im Oberkiefer und analysiert die Moleküle, die durch die beiden Zungenspitzen an sie herangeführt werden. Im Sinnesorgan enden Nervenfasern, die über den Riechnerv mit dem Gehirn verbunden sind.
Eine Besonderheit der Grubenottern und damit auch der Zwergklapperschlangen ist das beidseitig zwischen den Nasenlöchern und den Augen gelegene Grubenorgan, mit dessen Hilfe Wärmestrahlung wahrgenommen wird. Mit Hilfe der Grubenorgane können Zwergklapperschlangen wie Klapperschlangen Temperaturdifferenzen von 0,2 bis 0,4 °C ausmachen und auf diese Weise die meist warmblütigen Beutetiere sehr gut erkennen. Auch Eidechsen können erkannt werden, da diese meist etwas wärmer als die Umgebung sind.

### Giftapparat
Der Giftapparat der Zwergklapperschlangen besteht wie bei den Klapperschlangen aus den langen Giftzähnen und den Giftdrüsen, die im Kopf hinter den Augen lokalisiert sind. Die Giftzähne sitzen bei allen Vipern am Vorderende des stark verkürzten Oberkieferknochens und liegen im Ruhezustand nach hinten in den Mundraum eingeklappt, sie werden beim Öffnen des Mauls ausgeklappt. Sie liegen in einer fleischigen Scheide, die sich beim Ausklappen zurückzieht und die Zähne freigibt. Die Zähne enthalten einen Giftkanal, der bis zur Giftdrüse führt, mit einer Austrittsöffnung nahe der Zahnspitze (Röhrenzahn, solenoglypher Zahn). Die Giftdrüsen sind von Muskulatur umgeben, die beim Biss das Gift aus den Drüsen drückt. Trockenbisse, also Bisse ohne Giftabgabe, sind bei Klapperschlangen eher selten.

## Verbreitung und Lebensraum

### Verbreitungsgebiet

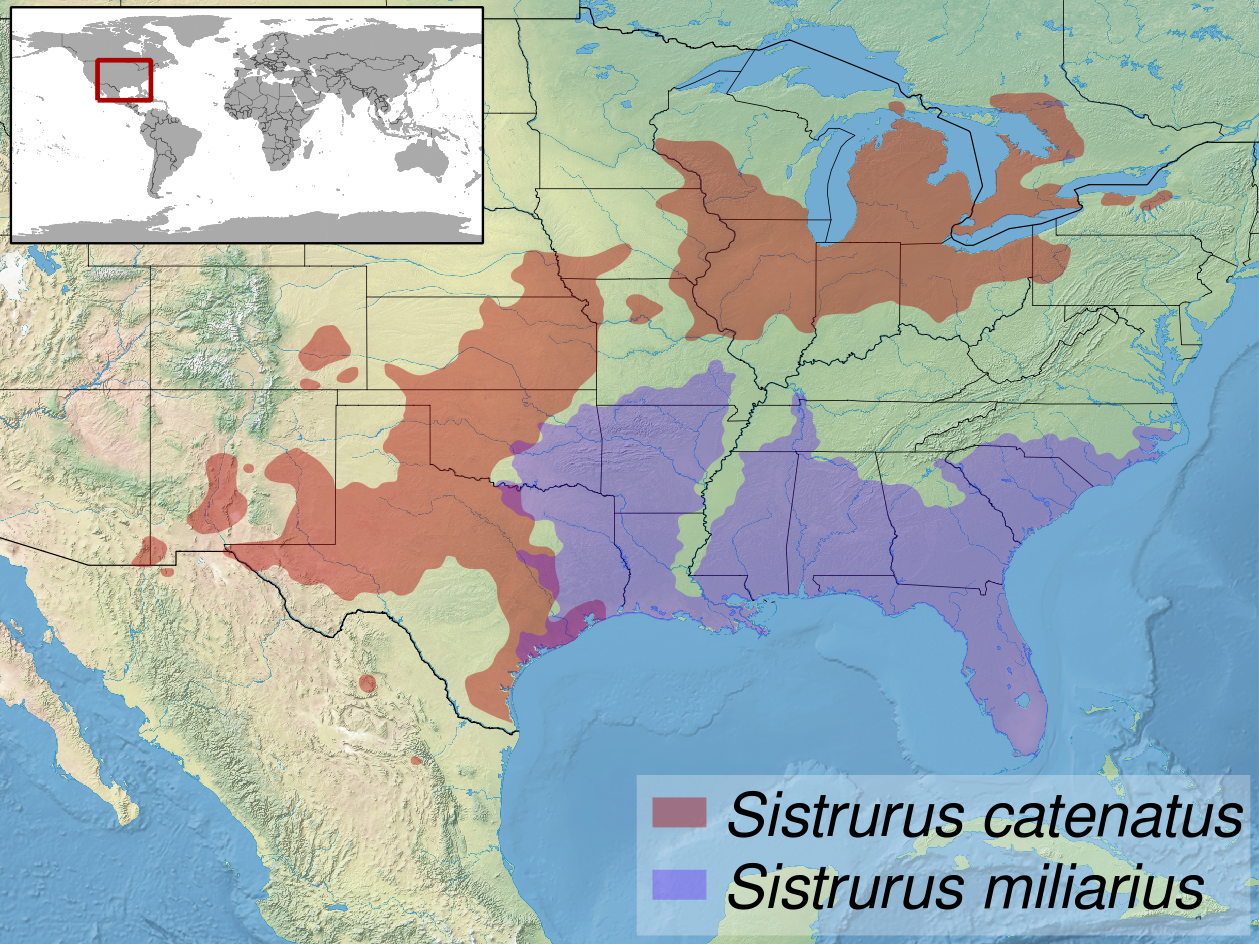
Verbreitungsgebiet ohne die Mexikanische Zwergklapperschlange

Das Verbreitungsgebiet der Massassauga zieht sich diagonal durch die USA und reicht dabei im Süden bis hinter den östlichen Bereich der Grenze Mexikos und im Norden, im Bereich der Großen Seen, auch nach Süd-Ontario, Kanada, hinein. Südöstlich schließt sich das Verbreitungsgebiet der Zwergklapperschlange an, das bis zu den südlichen und östlichen Küsten der USA reicht. Die Mexikanische Zwergklapperschlange findet sich dagegen nur in einem isolierten Gebiet im Hochland Südmexikos.

### Lebensraum
Alle drei Arten sind Bodenbewohner, man findet sie nur selten in Bäumen oder Büschen oder in Gewässern, obwohl vor allem die Massassauga gut schwimmen kann. Die östliche Unterart der Massassauga (S. catenatus catenatus) lebt dabei vor allem im Osten ihres Verbreitungsgebietes in Wald- und Sumpfgebieten, die anderen beiden Unterarten sowie die anderen Arten der Zwergklapperschlangen bevorzugen dagegen trockenere Gebiete und sind in Steppen- bis Wüstengebieten zu finden. Die Zwergklapperschlange kommt in Teilen ihres Verbreitungsgebietes zwar ebenfalls in Feuchtgebieten vor, bevorzugt hier jedoch gewöhnlich trockene Mikrohabitate. Die Mexikanische Zwergklapperschlange ist eine ausgesprochene Hochlandart.

## Lebensweise

### Aktivität
Die Aktivität der Zwergklapperschlangen ist, wie bei allen wechselwarmen Wirbeltieren, sehr stark abhängig von der Temperatur und entspricht der der Klapperschlangen. Entsprechend ändern sich die Aktivitätszeiten vor allem in Gebieten mit ausgeprägten Jahreszeiten. Die Massassauga ist in ihrem nördlichen Verbreitungsgebiet entsprechend während der wärmsten Jahreszeit vor allem nacht- und dämmerungsaktiv. Im Herbst und Frühjahr verschiebt sich diese Aktivität in die frühen Morgenstunden oder sogar in die Tagesstunden, in denen die Sonnenstrahlung zur Erwärmung benötigt wird. Während des Winters halten sie dagegen eine Winterruhe und ziehen sich in ein geeignetes Versteck zurück.
Im Frühjahr ist bei allen Arten eine erhöhte Gesamtaktivität feststellbar, da in dieser Zeit die Paarungszeit liegt und die Männchen nach potentiellen Geschlechtspartnerinnen suchen.

### Ernährung
Zwergklapperschlangen ernähren sich im Gegensatz zu den meist größeren Klapperschlangen vor allem von Eidechsen und Amphibien, nur sehr selten dagegen von nestjungen Vögeln oder kleinen Säugetieren.
Ihre Beute jagen die Zwergklapperschlangen wie die Klapperschlangen als Lauerjäger. Dabei warten sie an geeigneten Stellen so lange, bis ein Beutetier mit der richtigen Größe vorbeikommt. Die Beute wird durch die Sinnesorgane des Kopfes wahrgenommen und lokalisiert, wobei die Erkennung von wechselwarmen Tieren deutlich schwieriger ist als die der im Vergleich zur Umwelt sehr warmen Säugetiere. Beim Angriff stößt die Schlange den Vorderkörper nach vorn und öffnet dabei das Maul, wobei die Giftzähne ausgeklappt und dann in die Beute geschlagen werden. Die Beute wird danach meistens festgehalten, da Eidechsen keine Wärmespur hinterlassen und entsprechend nicht verfolgt werden können.

### Fortbewegung
Die Fortbewegung erfolgt bei Klapperschlangen wie bei anderen Schlangen auch, vor allem durch Schlängeln, wobei sich die Tiere mit Teilen ihres Körpers von Unebenheiten des Untergrundes seitlich abstoßen, oder durch Kriechen auf den Bauchschuppen, wobei immer erst der Vorderkörper vorgeschoben und dann der Hinterkörper nachgezogen wird.

### Fortpflanzung und Entwicklung
Alle Zwergklapperschlangen sind lebendgebärend (ovovivipar). Unterschiede bestehen bei den Arten vor allem in der Größe des Wurfes und der Paarungs- und Geburtszeiten. Die Paarungszeit fällt in das Frühjahr. Die Jungschlangen kommen dann im Sommer zur Welt, eine zweite Generation kann nach der Überwinterung im Frühjahr folgen.
Sowohl die Männchen als auch die Weibchen verpaaren sich in der Paarungszeit mit möglichst vielen Partnern. Wie bei den Klapperschlangen kann es zwischen Männchen zu ritualisierten Konkurrenzkämpfen kommen, um einzelne Weibchen zu begatten. Sie finden die Weibchen über eine Duftspur von Pheromonen, der sie folgen. Bei den Paarungskämpfen umschlingen sich die konkurrierenden Männchen mit den Vorderkörpern und versuchen dabei, den Gegner zu Boden zu drücken. Die Paarung erfolgt wie bei anderen Schlangen dadurch, dass das Männchen seinen Hemipenis in die Kloake des Weibchens einführt und sein Sperma abgibt.
Die Ovulation erfolgt erst nach der Begattung. Bei den Arten, die sich im Sommer oder Herbst verpaaren, kann zwischen den beiden Ereignissen eine relativ lange Zeit liegen, in der die Spermien im weiblichen Geschlechtstrakt in einer speziellen Kammer gelagert werden. 
Nach der Ovulation kommt es zur Befruchtung der Eier, womit die Entwicklung der Jungschlangen beginnt. Die trächtigen Weibchen verbringen deutlich mehr Zeit damit, sich zu sonnen und damit den Körper aufzuwärmen und sammeln sich bei einigen Arten an besonders geeigneten Stellen. Bei der Geburt sind die Jungschlangen nur vor einer dünnen Eihülle eingeschlossen, aus der sie nach wenigen Minuten ausbrechen und sich von der Geburtsstelle entfernen. Brutpflege ist bei Zwergklapperschlangen unbekannt.
Wie bei allen anderen Schlangen, kommt es auch bei den Zwergklapperschlangen zu regelmäßigen Häutungen, um ein Wachstum zu ermöglichen. Die erste Häutung erfolgt dabei im Alter von wenigen Tagen, danach häuten sich die Jungschlangen mehrmals im Jahr. Nach Erreichen des Erwachsenenalters nimmt die Anzahl der Häutungen auf durchschnittlich zwei bis drei pro Jahr ab, wobei die erste Häutung meistens im Frühjahr nach der Winterruhe stattfindet. Anders als alle anderen Schlangen werden bei Klapperschlangen und Zwergklapperschlangen die Schuppen der Schwanzspitze nicht gehäutet, und diese bilden die mit jeder Häutung länger werdende Schwanzrassel. Dabei kommt es in der Phase vor der Häutung erst zu einer Verdickung der Hornschicht der Schwanzschuppe, darunter bildet sich die neue Schuppe aus. Die ältere verhakt sich in der neuen Schuppe und kann deshalb nicht abgeworfen werden.

### Fressfeinde, Droh- und Abwehrverhalten

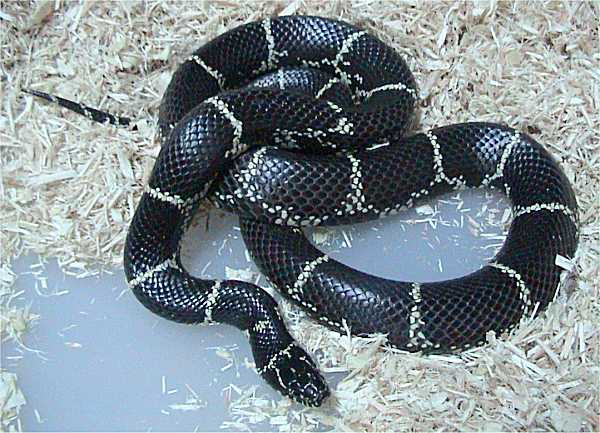
Königsnatter (Lampropeltis getula)

Zwergklapperschlangen haben wie Klapperschlangen trotz ihrer effektiven Verteidigungsmöglichkeiten durch ihr hochpotentes Gift eine Reihe von Feinden, die sie töten und auch fressen. Dazu gehören fleischfressende Säugetiere wie Füchse, Kojoten und auch Haushunde und Hauskatzen, verschiedene Vögel wie etwa Falken und der Wegekuckuck (Geococcyx californianus) sowie verschiedene Schlangenarten. Zu Letzteren gehören vor allem die ungiftige Königsnatter (Lampropeltis getula), die gegen das Gift der Zwergklapperschlangen immun ist und diese durch Umschlingen tötet, sowie größere Klapperschlangenarten.
Die Hauptverteidigungsstrategie der Klapperschlangen ist ihre Tarnung, die sie durch ihre Färbung sowie ihr Verhalten erhalten. Außerdem verstecken sie sich häufig unter Steinen oder in Gebüschen. Wenn diese passive Verteidigung nicht funktioniert, kommt es zu einer aktiven und aggressiven Verteidigung, die vor allem gegenüber großen Säugetieren eingesetzt wird. Sie rollen sich dann am Boden zusammen und benutzen ihre Schwanzrassel, um einen deutlichen Warnlaut zu produzieren, dabei fixieren sie den potenziellen Gegner und beißen im Extremfall auch zu. Die Warnung durch die sehr laute Rassel ist vor allem bei Huftieren sehr effektiv, die eher zufällig auf Zwergklapperschlangen treffen und diese zertreten könnten.

## Systematik

### Externe Systematik

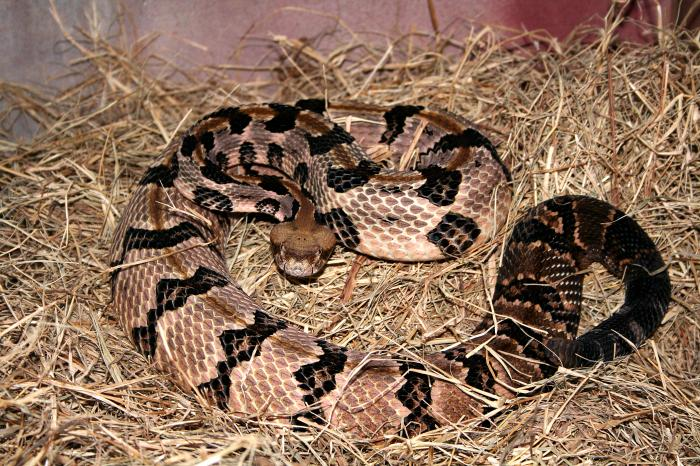
Wald-Klapperschlange (Crotalus horridus)

Die nächsten Verwandten der Zwergklapperschlangen stellen wahrscheinlich die Klapperschlangen dar, die als einzige andere Schlangengattung eine Schwanzrassel ausgebildet haben. Sie teilen weitere Merkmale, darunter beispielsweise die sehr stark an trockene und warme Habitate angepasste Lebensweise. Als Hauptunterscheidungsmerkmal haben sie eine andere Beschilderung des Kopfes, die bei den Zwergklapperschlangen aus mehreren großen Schilden besteht und bei den Klapperschlangen in zahlreiche Einzelschuppen aufgelöst ist.
Ebenfalls in die nähere Verwandtschaft der Klapperschlangen und Zwergklapperschlangen werden die Dreieckskopfottern (Agkistrodon) sowie die Amerikanischen Lanzenottern (Bothrops) gestellt. Ein mögliches Kladogramm der näheren Verwandten der Klapperschlangen ist entsprechend:
|      | Dreieckskopfottern (Agkistrodon)                                                                  |
|      |                                                                                                   |
| N.N. | \| \| Zwergklapperschlangen (Sistrurus) \| \| \| \| \| \| Klapperschlangen (Crotalus) \| \| \| \| |
|      | \| \| Zwergklapperschlangen (Sistrurus) \| \| \| \| \| \| Klapperschlangen (Crotalus) \| \| \| \| |
|      | Zwergklapperschlangen (Sistrurus)                                                                 |
|      |                                                                                                   |
|      | Klapperschlangen (Crotalus)                                                                       |
|      |                                                                                                   |

|  | Zwergklapperschlangen (Sistrurus) |
|  |                                   |
|  | Klapperschlangen (Crotalus)       |
|  |                                   |

|      | Dreieckskopfottern (Agkistrodon)                                                                  |
|      |                                                                                                   |
| N.N. | \| \| Zwergklapperschlangen (Sistrurus) \| \| \| \| \| \| Klapperschlangen (Crotalus) \| \| \| \| |
|      | \| \| Zwergklapperschlangen (Sistrurus) \| \| \| \| \| \| Klapperschlangen (Crotalus) \| \| \| \| |
|      | Zwergklapperschlangen (Sistrurus)                                                                 |
|      |                                                                                                   |
|      | Klapperschlangen (Crotalus)                                                                       |
|      |                                                                                                   |

|  | Zwergklapperschlangen (Sistrurus) |
|  |                                   |
|  | Klapperschlangen (Crotalus)       |
|  |                                   |

*: Crotalinae; nur angegebene Gattungen
Neben diesen Untersuchungen gibt es auch einige Arbeitsgruppen, die die Monophylie der Klapperschlangen in Frage stellen und die Zwergklapperschlangen als Teil der Gruppe ansehen. Begründet wird dies dadurch, dass der einzige wesentliche Unterschied in der Beschuppung des Kopfes liegt und diese bereits bei den Vorfahren beider Gruppen in der Form großer Schuppen ausgebildet und daher bei den Zwergklapperschlangen als plesiomorph betrachtet werden muss. Diese Annahme wird durch molekulargenetische Studien teilweise bestätigt, teilweise jedoch auch widerlegt.

### Arten
Innerhalb der Zwergklapperschlangen sind nur drei Arten mit einigen Unterarten bekannt::
- Massassauga (Sistrurus catenatus (Rafinesque, 1818))
- Zwergklapperschlange (Sistrurus miliarius (Linnaeus, 1766))
- Prärie-Massasauga (Sistrurus tergeminus (Say, 1823))

Nach neueren Untersuchungen wird die Mexikanische Zwergklapperschlange (Sistrurus ravus (Cope, 1865)) als Schwestergruppe aller Klapperschlangen betrachtet und entsprechend als Crotalus ravus eingeordnet.

## Schlangengift
Das Gift der Zwergklapperschlangen entspricht in seiner Grundzusammensetzung dem der Klapperschlangen und ist wie die meisten Viperngifte hämotoxisch, es zerstört also Blutzellen und die Wände der Blutgefäße. Es unterscheidet sich damit von den lähmenden Neurotoxinen, die vor allem bei Giftnattern zu finden sind. Hämotoxine führen vor allem zu Gewebszerstörungen, inneren Blutungen und Schwellungen und sind sehr schmerzhaft, im Vergleich zu den meisten Neurotoxinen töten sie allerdings weniger schnell. Unter den Zwergklapperschlangen gibt es, anders als bei den Klapperschlangen, keine Arten, die auch neurotoxische Komponenten produzieren. Die genaue Zusammensetzung des Giftes ist bis heute nicht bekannt und variiert zwischen den Arten. Im Gegensatz zu den Giften der Klapperschlangen sind die der Zwergklapperschlangen weit weniger gut erforscht.

## Menschen und Klapperschlangen

### Giftwirkung beim Menschen
Das Gift der Zwergklapperschlangen ähnelt dem der meisten Klapperschlangen. Aufgrund der eher kleinen Giftmengen, die von den Tieren injiziert werden, ist es allerdings vergleichsweise harmlos. Hinzu kommen die kurzen Giftzähne, die ein tiefes Eindringen in das Gewebe nicht ermöglichen. Durch die oft schnelle Verfügbarkeit ärztlicher Hilfe und verschiedener Gegengifte kommt es meistens nur zu einer stark schmerzenden Schwellung der Bissstelle mit lokaler Blutzellen- und Gewebezerstörung. Todesfälle durch den Biss von Zwergklapperschlangen sind unbekannt.

### Bedrohung und Schutz
Zwergklapperschlangen werden in Teilen ihres Lebensraumes vor allem in den USA ebenso wie die Klapperschlangen stark verfolgt. Hinzu kommen Wildfänge für die Terrarienhaltung. Neben der aktiven Bejagung spielt vor allem eine Zerstörung des Lebensraumes eine große Rolle, durch die diese Arten zurückgedrängt werden. In der Roten Liste bedrohter Tierarten der IUCN ist allerdings keine der Arten enthalten.

### Forschungsgeschichte
1758 beschrieb Carl von Linné in seiner Systema naturae die Klapperschlangen sowie die Wald- und die Schauer-Klapperschlange, die bereits vorher in verschiedenen Veröffentlichungen Erwähnung fanden. Die Zwergklapperschlange wurde erst 1766 als Crotalus miliarius beschrieben. Die Massassauga erkannte 1818 Constantine Samuel Rafinesque als eigene Art, die Mexikanische Zwergklapperschlange wurde 1865 durch Edward Drinker Cope entdeckt. Erst 1884 beschrieb Samuel Garman die Zwergklapperschlangen als eigene Gattung Sistrurus.

### Mythologie und Kulturgeschichte
In der Mythologie und Kulturgeschichte gibt es in der Regel keine Trennung zwischen Klapperschlangen und Zwergklapperschlangen, letztere finden zudem als sehr kleine Arten sehr viel weniger Beachtung als die besonders großen oder besonders giftigen Klapperschlangenarten. Die auf beide Gattungen zutreffenden Aspekte der Kulturgeschichte werden entsprechend bei der Mythologie und Kulturgeschichte der Klapperschlangen behandelt.